# NGC 4859
NGC 4859 ist eine Linsenförmige Galaxie vom Hubble-Typ S0-a  im Sternbild Haar der Berenike. Sie ist schätzungsweise 321 Millionen Lichtjahre von der Milchstraße entfernt und hat einen Durchmesser von etwa 125.000 Lj.
Im selben Himmelsareal befinden sich u. a. die Galaxien NGC 4849, NGC 4892, IC 835, IC 837.
Das Objekt wurde am 21. April 1865 vom österreichischen Astronomen Heinrich Louis d’Arrest entdeckt.